# Pemphigonotus ruber
Pemphigonotus ruber är en tvåvingeart som först beskrevs av Meijere 1910.  Pemphigonotus ruber ingår i släktet Pemphigonotus och familjen fritflugor. Inga underarter finns listade i Catalogue of Life.